# Sielsowiet Świsłocz (obwód grodzieński)
Sielsowiet Świsłocz (biał. Свіслацкі сельсавет, Swisłacki sielsawiet; ros. Свислочский сельсовет) – sielsowiet na Białorusi, w obwodzie grodzieńskim, w rejonie świsłockim, z siedzibą w Świsłoczy (która nie wchodzi w jego skład).

## Demografia
Według spisu z 2009 sielsowiet Świsłocz zamieszkiwało 2639 osób, w tym 1972 Białorusinów (74,73%), 485 Polaków (18,38%), 122 Rosjan (4,62%), 35 Ukraińców (1,33%), 9 Romów (0,34%), 5 Ormian (0,19%), 8 osób innych narodowości i 3 osoby, które nie podały żadnej narodowości.

## Geografia i transport
Sielsowiet położony jest na Równinie Prużańskiej, w północnej części rejonu świsłockiego. Otacza miasto Świsłocz, w którym mieści się zarząd sielsowietu, jednak nie jest ono jego częścią. Największą rzeką jest Świsłocz.
Przez sielsowiet przebiegają linie kolejowe Andrzejewicze – Świsłocz i Wołkowysk – Brzostowica oraz drogi republikańskie R98 i R134.

## Miejscowości
- agromiasteczka:
  - Chańczyce
  - Pacuje
- wsie:

| - - Bortniki - Dąbrowa - Dudzicze - Dworczany - Honczary - Hryćki - Jatwieź - Jubilejnaja - Kowale - Koziejki | - - Montowty - Nieścierowicze - Raniewicze - Rożki 1 - Rożki 2 - Rudawka - Saki - Widziejki - Zańki Drugie - Zańki Pierwsze |

- osiedla:
  - Kobylnik
  - Mialnowa
- dawne miejscowości:
  - Bagoń
  - Hołobudy
  - Prudno